# Telefaks

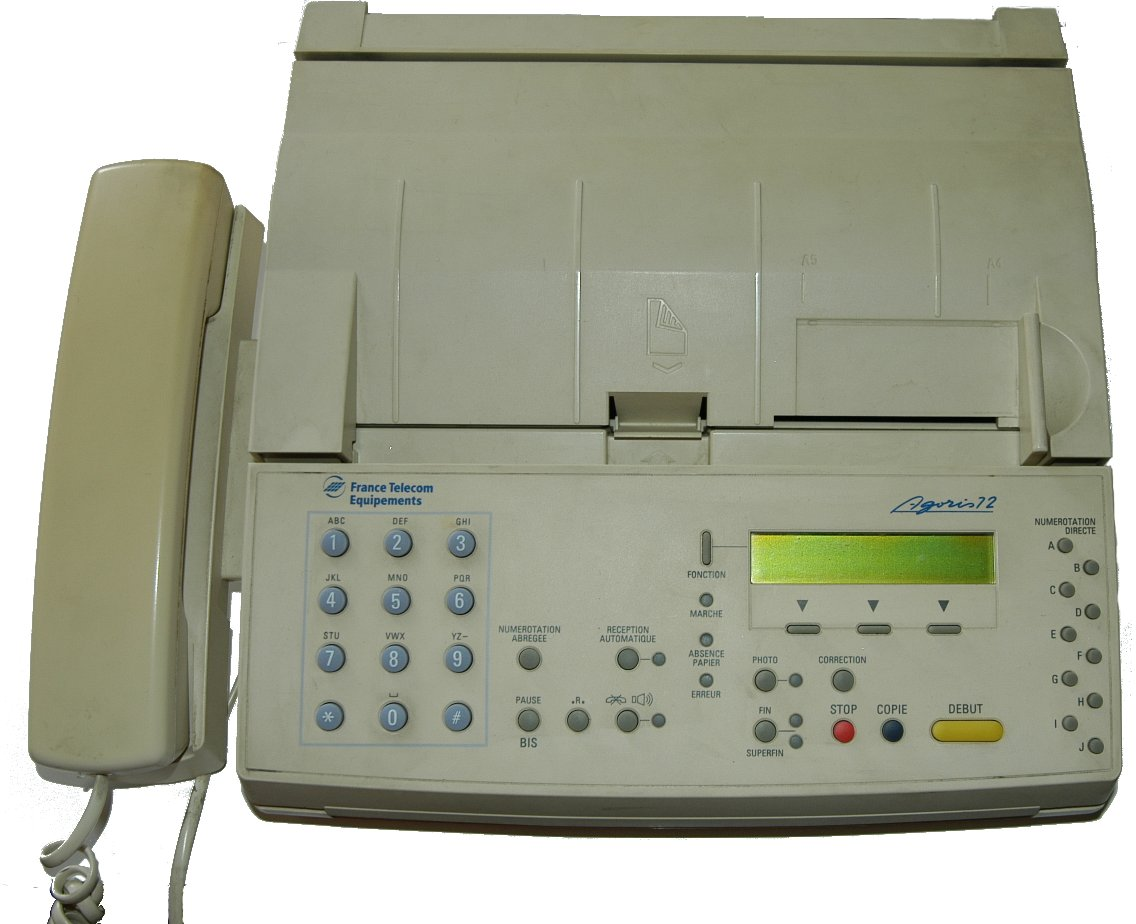
Aparat symilograficzny (telefaks)

Telefaks, faks, fax – usługa symilograficzna dla abonentów, polegająca na przesyłaniu wiadomości w postaci obrazów nieruchomych pomiędzy aparatami symilograficznymi, nazywanymi telekopiarkami, telefaksami lub faksami, realizowana za pośrednictwem łączy telefonicznych z komutacją automatyczną. Początki rozwoju telefaksu przypadają na koniec lat 70. Istnieje kilka norm komunikacji pomiędzy telefaksami; najczęściej jest używana norma analogowa G3 (14400 bit/s), jest też norma cyfrowa G4 (64000 bit/s) dla łączy ISDN.
Telefaks umożliwia przesyłanie na odległość tekstu drukowanego, fotografii, map, rysunków, a nawet pisma odręcznego za pośrednictwem linii telefonicznej. Czynność przesyłania wiadomości nazywa się telekopiowaniem lub faksowaniem. Oryginalna strona zawierająca tekst, grafikę i inne obrazy jest skanowana i odczytywana, a jej obraz zamieniany na impulsy elektroniczne. Impulsy te przesyłane są zwykłą linią telefoniczną lub łączami mikrofalowymi do stacji odbiorczej. W stacji tej sygnały elektryczne zmieniane są ponownie na obraz, który następnie drukowany jest na papierze i określany jako telekopia, faks (lub fax). Niektóre telefaksy mogą zbierać dane w postaci tekstu lub obrazu bezpośrednio z komputera i przekazywać je do innego urządzenia bez przenoszenia ich na papier.
Wydawcy i biznesmeni używali telefaksów do przesyłania informacji szybciej niż pocztą tradycyjną (poczta elektroniczna wtedy jeszcze nie istniała albo była w fazie wczesnego rozwoju). Wydawcy gazet korzystali z nich do szybkiego uzyskania aktualnego serwisu zdjęciowego zza oceanu. Prognostycy pogody używali telefaksów do odbioru zdjęć wykonanych przez satelity z orbity okołoziemskiej.